# Helen Spivey
Helen Spivey é uma ambientalista norte-americana e ex-membro da Câmara dos Representantes da Flórida. Ela cresceu em Nova Jersey. Em 1972 mudou-se para Crystal River, Flórida, e tem sido uma defensora do peixe-boi. Spivey é democrata.
Foi sucedida na Florida House por Nancy Argenziano. Ela é conhecida como a Senhora Peixe-boi. Em 2011, o trabalho de conservação de Spivey foi reconhecido pela Câmara dos Deputados dos Estados Unidos quando a congressista Debbie Wasserman Schultz celebrou Spivey ao receber o Prémio de Conservação do Diretor Regional de 2010 do Serviço de Pesca e Vida Selvagem dos EUA.